# Faces (Earth, Wind & Fire)
Faces is het tiende studioalbum van de r&b-band Earth, Wind & Fire uitgebracht op 14 oktober 1980 op ARC/Columbia Records. Het album bereikte nummer 2 in de Billboard Top LP's-lijst, nummer 10 in de Billboard Top Soul Albums, nummer 10 in de UK Pop Albums en nummer 8 in de Dutch Albums-lijst.
Faces is goud in de VS gecertificeerd door de RIAA.

## Nummers
| Nr. | Titel                       | Duur |
| --- | --------------------------- | ---- |
| 1.  | Let Me Talk                 | 4:08 |
| 2.  | Turn It into Something Good | 3:53 |
| 3.  | Pride                       | 4:02 |
| 4.  | You                         | 5:09 |
| 5.  | Sparkle                     | 3:51 |
| 6.  | Back on the Road            | 3:33 |
| 7.  | Song in My Heart            | 4:18 |
| 8.  | You Went Away               | 4:29 |
| 9.  | And Love Goes On            | 4:06 |
| 10. | Sailaway                    | 4:08 |
| 11. | Take It to the Sky          | 4:21 |
| 12. | Win or Lose                 | 3:55 |
| 13. | Share Your Love             | 3:17 |
| 14. | In Time                     | 3:44 |
| 15. | Faces                       | 7:40 |